# Wspólnota administracyjna Tann
Wspólnota administracyjna Tann – wspólnota administracyjna (niem. Verwaltungsgemeinschaft) w Niemczech, w kraju związkowym Bawaria, w rejencji Dolna Bawaria, w regionie Landshut, w powiecie Rottal-Inn. Siedziba wspólnoty znajduje się w miejscowości Tann.
Wspólnota administracyjna zrzesza jedną gminę targową (Markt) oraz jedną gminę wiejską (Gemeinde):
- Reut, 1 809 mieszkańców, 30,76 km²
- Tann, gmina targowa, 3 918 mieszkańców, 37,55 km²